# Ciudadela de El Cairo
La Ciudadela de El Cairo o Ciudadela de Saladino (en árabe: قلعة صلاح الدين‎ Qalaʿat Salāḥ ad-Dīn) es una fortificación medieval de la era islámica en El Cairo, Egipto, construida por Salah ad-Din (Saladino) y desarrollada por los gobernantes egipcios posteriores. Fue la sede del gobierno en Egipto y la residencia de sus gobernantes durante casi 700 años, desde el siglo XIII al XIX. Su ubicación en un promontorio de las colinas de Mokattam cerca del centro de El Cairo domina una posición estratégica con vista a la ciudad y dominando su horizonte. En el momento de su construcción, se encontraba entre los proyectos de fortificación militar más impresionantes y ambiciosos de su época. Ahora es un sitio histórico preservado, que incluye mezquitas y museos.
Además de la construcción inicial de la era ayubí iniciada por Saladino en 1176, la Ciudadela experimentó un importante desarrollo durante el Sultanato mameluco que siguió, que culminó con los proyectos de construcción del sultán An-Nassir Muhammad en el siglo XIV. En la primera mitad del siglo XIX, Muhammad Alí demolió muchos de los edificios más antiguos y construyó nuevos palacios y monumentos en todo el sitio, dándole gran parte de su forma actual. En el siglo XX fue utilizado como guarnición militar por la ocupación británica y luego por el ejército egipcio hasta que fue abierto al público en 1983. En 1976, fue proclamado por la UNESCO como parte del Patrimonio de la Humanidad de El Cairo Histórico que fue "el nuevo centro del mundo islámico, alcanzando su edad de oro en el siglo XIV".

## Historia

Mapa de la Ciudadela de El Cairo.

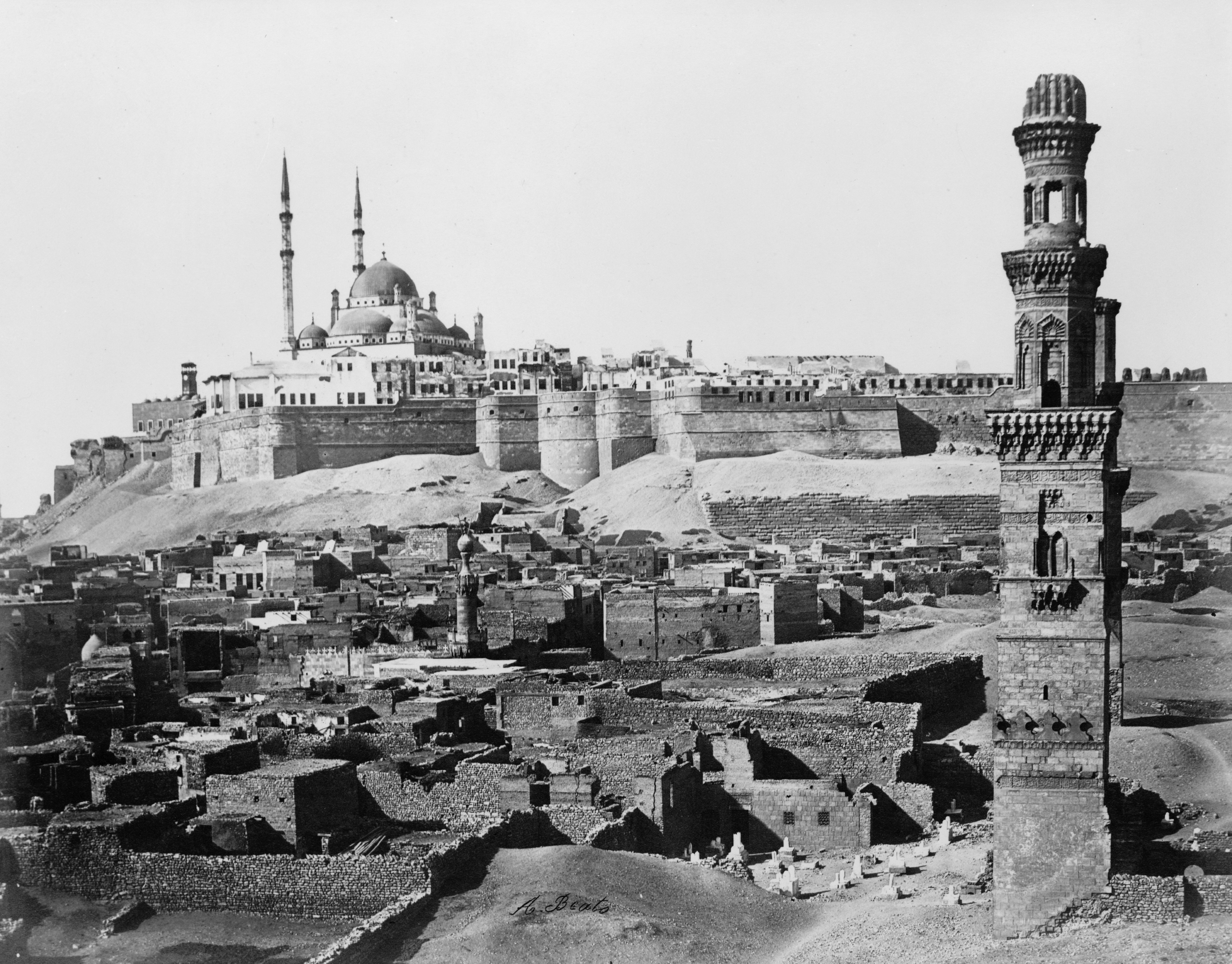
Ciudadela de El Cairo en el siglo XIX. Al fondo se encuentra la Mezquita de Muhammad Alí, con sus minaretes gemelos de estilo otomano, es prominentemente visible.

La Ciudadela se construyó en un promontorio debajo de las colinas de Mokattam, un escenario que dificultaba atacar. La eficacia de la ubicación de la Ciudadela se demuestra aún más por el hecho de que siguió siendo el corazón del gobierno egipcio hasta el siglo XIX. Durante este largo período, el diseño y la estructura de la Ciudadela fueron alterados y adaptados repetidamente para adaptarse a los diseños de nuevos gobernantes y nuevos regímenes, lo que dificulta la reconstrucción de su plan original o incluso su plan en períodos posteriores. Ha habido tres períodos de construcción principales que llevaron a la forma actual de la Ciudadela: ayubí del siglo XII (comenzando con Saladino), mameluco del siglo XIV (bajo An-Nassir Muhammad) y en el siglo XIX (bajo Muhammad Alí). La Ciudadela dejó de ser la sede del gobierno cuando el gobernante de Egipto, Jedive Ismail Pachá, se mudó al recién construido Palacio de Abdín en el nuevo centro de El Cairo en 1874. A pesar de sus elaboradas defensas, la Ciudadela nunca terminó siendo sometida a un verdadero asedio, aunque fue implicado en varias ocasiones en los conflictos políticos en El Cairo o Egipto.

### Disposición general
En general, el complejo de la fortaleza se divide en dos partes: el Recinto Norte (donde se encuentra actualmente el Museo Militar Nacional) y el Recinto Sur (donde se encuentra actualmente la Mezquita de Muhammad Alí). El Recinto del Norte se reservó históricamente para las guarniciones militares, mientras que el Recinto del Sur se desarrolló como residencia del sultán. También hay un recinto occidental más bajo que históricamente fue el sitio de los establos reales de los mamelucos. Sin embargo, estas distinciones funcionales se borraron en gran parte en el siglo XIX bajo Muhammad Alí Pasha, quien revisó todo el sitio y construyó edificios de diversas funciones en toda la Ciudadela.
Al oeste y suroeste de la Ciudadela había un largo campo abierto al que los historiadores se referían con frecuencia como el "hipódromo" o como el Maydan ("plaza" o "manzana"). Durante siglos, se mantuvo como campo de entrenamiento (especialmente para la equitación) y como campo de desfiles militares. Su contorno todavía es visible en el trazado de las carreteras (principalmente la calle Salah ad-Din) de este lado de la Ciudadela. En el extremo norte de este hipódromo había otra manzana o plaza conocida como Plaza Rumayla (Maydan/Midan Rumayla). Este fue utilizado como mercado de caballos (debido a su adyacencia a los establos reales), pero también como plaza oficial para ceremonias reales y religiosas. Actualmente está ocupada por una gran rotonda conocida como la Plaza de la Ciudadela (Midan al-Qal'a) o la Plaza Saladino (Midan Salah ad-Din) junto a la cual se encuentran las enormes mezquitas del Sultán Hassan y Al Rifa'i.